# 金子浩久
金子 浩久（かねこ　ひろひさ、1961年9月6日-）は、日本の自動車ジャーナリストである。2004年から、日本カー・オブ・ザ・イヤー選考委員。

## 経歴
東京新宿・早稲田出身。慶応義塾大学卒業後、出版社にて書籍および雑誌の編集者を務めた後に、1988年にフリーランスとして独立。自動車とモータースポーツを主軸とした執筆活動に入る。F1レース速報誌『GPX（グランプリ・エクスプレス）山海堂刊』などへの寄稿を経て、1989年、自動車誌『NAVI（二玄社刊）』で、『10年10万キロストーリー』の連載を始めた。表題の通り、1台の自動車に10年あるいは10万キロ以上乗り続けた市井の人々を訪ねてカーライフ、ヒューマンライフを描き出す作品で、金子の代表作となった。現在までに4冊が単行本化されたほか、ウェブ上でも新作が発表されている。現在は自動車専門誌・書籍媒体以外でも一般誌に多く寄稿し、自動車ジャーナリストにとどまらないドキュメント・ライター、ノンフィクション・ライターとして活動している。

## 著作
- 『10年10万キロストーリー1〜4』……1992〜2007年　二玄社刊
- 『セナと日本人』……1995年　双葉社刊。1994年5月1日、F1サン・マリノGPで事故死したレーサー、アイルトン・セナはホンダ・エンジン搭載のマクラーレンで3度の世界チャンピオンとなり、日本と日本人との縁が深かった。当時セナと親交のあった関係者に取材。98年には同社文庫版も刊行されている。
- 『地球自動車旅行』……1997年　東京書籍刊。モータースポーツや自動車産業への取材で国内外をレンタカーで移動した記録を綴った。
- 『ニッポン・ミニ・ストーリー』……2005年　学研刊。20世紀最高の傑作車とされるローバー（旧BMC）ミニは1958年の誕生以来、90年代に入っても生産が続けられ、日本でも「現役の化石」として大人気だった。その理由を探った。
- 『レクサスのジレンマ』……2005年　学研刊。「どうせ、トヨタ車なんでしょ？」という言葉が示すように、レクサスは廉価で大量生産を是としてきたトヨタが、メルセデス・ベンツら欧米の高級車市場に放り込んだプレミアム・ブランドだった。大衆でありながら高踏という背反する命題をどうとらえ、克服しようとしたかを検証した。
- 『力説自動車』……2006年　小学館刊。自動車ジャーナリスト・小沢コージとの共著。「そのクルマに乗ったらモテるか？　見栄が張れるか？　自己満足に浸れるか？」をキーワードに、自動車とそれを取り巻く文化・制度をコミカルに綴った。
- 『ユーラシア大陸横断　1万5000キロ』……2011年　二玄社刊。中古のトヨタ・カルディナワゴンで東京からユーラシア大陸最西端のポルトガル・ロカ岬までを走ったルポルタージュ。「単なる試乗記を書くだけではない、自動車と人が組み合わさって何が、どこまでできるかを検証したかった」と金子は語っている。

## 10年10万キロをめぐるエピソード
10年10万キロストーリーでは作品の性格上、1980年代以降のネオ・ビンテージと呼ばれる日本車が登場する機会が多い。1970年代の排ガス規制とオイルショックのピンチを乗り越え、ハイパフォーマンスと多機能を売りに世界へ進出し、あるいは国内向けに独自の進化を遂げた日本車は、1990年代以降世界の自動車業界のベンチマークとなっていった。
そこに着目した英国『Top Gear』誌の香港・台湾・中国版誌が金子に話を持ちかけ、10年10万キロは中国語に翻訳され、国際的な評価を得るに至っている。金子はこのことについて、「日本車には歴史がないと、かつて言われてきた。第二次大戦後からせいぜい30年じゃないかと、欧米は辛辣だった。だけど1980年代からの30年で、日本車とその文化は充分歴史たりうる力をつけた。自動車新興国であるアジアの人々に、それを広く紹介できれば」と語っている。
2001年には、三菱自動車（以下自工）がインターネット上で公開した連載『10年10万キロ・パジェロストーリー』を巡り、訴訟が起きている。金子は、間に入っていた編集プロダクション「START」が無断で自分の名と「10年10万キロ」を出して自工に企画を持ちかけたとして、著作人格権侵害を理由に東京高裁へ提訴した。民事では和解勧告となり金子は東京高裁へ控訴したが、「10年も10万キロも広く使われている一般的な言葉であるうえ、作品のタイトルそのものに著作権はない」として訴えを退けた。
裁判から10年を経た2011年、金子の執筆になる『三菱10年10万kmストーリー』が始まった。当時の自工は前年に発覚したリコール隠し問題からの信頼回復に追われていて、新車保証を5年5万キロから10年10万キロに引き上げていた。その流れの中での金子の起用であったが、自工と金子の間にわだかまりはなく、同連載は2018年の現在も続いている。

## 車歴
- ホンダ・初代シビックCVCC
- いすゞ・ジェミニZZ/Tセダン
- ヤマハ・SR400（オートバイ）
- フォード・マスタング・マッハI （共同所有）
- プジョー・504D
- シトロエン・CXシリーズ1
- マツダ・3代目カペラ
- プジョー505GTI
- TVR・グリフィス500
- トヨタ・カルディナ
- ポルシェ・ボクスター
- ポルシェ・現行型718ボクスター

職業上あらゆるクルマに乗る機会の多い金子だが、自ら乗るモデルに対しては、「10年10万キロを続けているし、そもそも気に入ったクルマには長く乗りたい。服や靴のように肌に馴染んでいく感覚が好き」としている。車歴が示すようにいわゆる王道というより、ひとひねりを効かせたクルマ選びを好むことが見て取れる。その点は作風にも現れていて、「速いとか遅いとか、ハンドリングや乗り心地とか、スペックや装備の羅列などの“説明”ではなく、そのクルマの存在意義やモデルチェンジの意味などを“解釈”して書くことを心がけている」という。

## モータースポーツ活動
独立後は主に国内外のモータースポーツ取材を続けていたこともあり、金子はライフワークと言える「自動車で未知に会いに行く」感覚の探求とモータースポーツを融合させようとしてきた。2007〜08年にはロシア・モスクワからモンゴル・ウランバートルまで7000kmを走るアドベンチャー・ラリー『トランスシベリア』に、コ・ドライバーとして参戦している。マシンはポルシェがこのイベントのために製作してカイエンSトランスシベリアで、ドライバーは自動車写真家の第一人者であり、アドベンチャー・ラリーの経験豊富な小川義文だった。「金子君はユーラシア大陸横断の経験があるから、その知見が欲しかった」と小川が誘ったという。